# Екстремизъм
Екстремизмът (от латински: extremus – „краен“) е придържането към крайни възгледи и методи на действие (най-често в политиката и религията). Обикновено това е такава идеология, която е много извън преобладаващите нагласи в обществото. Може да се използва и в икономически контекст.
Екстремистките възгледи обикновено се използват в контраст с умерените такива. Например, в Западния свят, в съвременните дискусии на исляма или ислямските политически движения, обикновено се подчертава разграничението между екстремисткия ислям и умерения ислям. В политически контекст, под шапката на екстремизма често се имат предвид крайнолявата или крайнодясната политика, както и радикализмът, реакционизмът, фундаментализмът и фанатизмът.
Сред екстремистките действия се включват провокирането на масови безредици, осъществяването на терористични актове и воденето на партизанска война. Най-радикално настроените екстремисти често отричат в принципите си каквито и да е компромиси, преговори или съглашения. Ръстът на екстремизма обикновено се дължи на социо-икономически кризи, рязко спадане на жизнения стандарт на населението, тоталитарни политически режими, които потискат опозицията, преследване на инакомислещите или външна намеса.
По-слабите екстремистки групировки са по-склонни към употребата на преки форми на насилие (например бомбени атентати), докато по-силните групировки често използват по-структурирани или институционализирани форми (например прикрито прилагане на изтезания или полицейска бруталност). Основният проблем с екстремизма в продължителните конфликти не е толкова сериозността на използването насилие, а нетолерантното естество на екстремистките възгледи и несъвместимостта им с промяната.